# Шиллінгтон (Пенсільванія)
Шиллінгтон (англ. Shillington) — місто (англ. borough) в США, в окрузі Беркс штату Пенсільванія. Населення — 5475 осіб (2020).

## Географія
Шиллінгтон розташований за координатами 40°18′13″ пн. ш. 75°58′0″ зх. д. / 40.30361° пн. ш. 75.96667° зх. д. (40.303605, -75.966543).  За даними Бюро перепису населення США в 2010 році місто мало площу 2,50 км², з яких 2,49 км² — суходіл та 0,01 км² — водойми.

## Демографія
Згідно з переписом 2010 року, у селищі мешкали 5273 особи в 2254 домогосподарствах у складі 1409 родин. Густота населення становила 2108 осіб/км².  Було 2335 помешкань (933/км²).
Расовий склад населення:
| - 89,9 % — білих - 3,4 % — чорних або афроамериканців - 1,2 % — азіатів - 0,2 % — корінних американців - 3,5 % — осіб інших рас |

До двох чи більше рас належало 1,9 %. Частка іспаномовних становила 8,5 % від усіх жителів.
За віковим діапазоном населення розподілялося таким чином: 22,6 % — особи молодші 18 років, 60,7 % — особи у віці 18—64 років, 16,7 % — особи у віці 65 років та старші. Медіана віку мешканця становила 39,3 року. На 100 осіб жіночої статі у селищі припадало 93,4 чоловіків;  на 100 жінок у віці від 18 років та старших — 89,3 чоловіків також старших 18 років.
Середній дохід на одне домашнє господарство  становив 68 131 долар США (медіана — 56 000), а середній дохід на одну сім'ю — 82 840 доларів (медіана — 68 778). Медіана доходів становила 45 060 доларів для чоловіків та 37 119 доларів для жінок. За межею бідності перебувало 8,2 % осіб, у тому числі 9,6 % дітей у віці до 18 років та 10,8 % осіб у віці 65 років та старших.
Цивільне працевлаштоване населення становило 3015 осіб. Основні галузі зайнятості: освіта, охорона здоров'я та соціальна допомога — 33,6 %, виробництво — 12,0 %, роздрібна торгівля — 10,2 %.